# Brévon (Bugey)
Pour les articles homonymes, voir Brévon (homonymie).
Le Brevon, est un ruisseau du massif du Bugey, une région naturelle du département de l'Ain, dans la région Auvergne-Rhône-Alpes. Affluent de l'Albarine, et donc sous-affluent du Rhône par l'Ain, le Brevon est intimement lié à l'histoire de la ville de Saint-Rambert-en-Bugey.

## Géographie

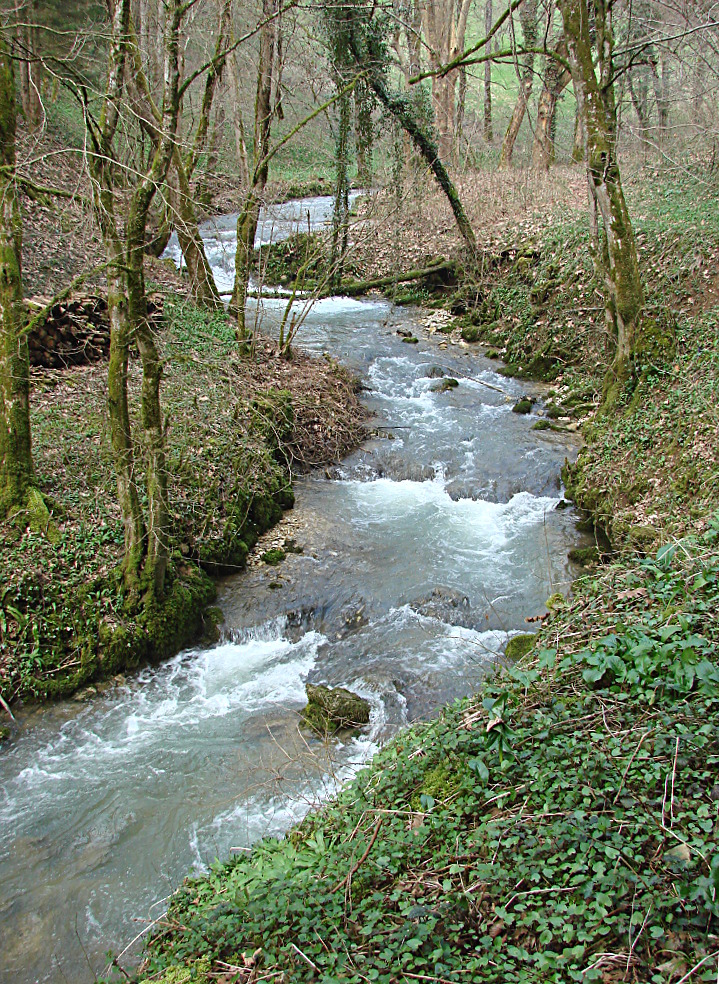
Le Brevon fin mars 2013 à Saint-Rambert-en-Bugey.

De 4,3 km de longueur, le Brevon prend sa source au-dessus du hameau de Lupieu, à 551 m d'altitude, où il capte les eaux du versant Est du mont Luisandre 805 m. Il se jette dans l'Albarine à Saint-Rambert-en-Bugey, au niveau de l’église, 289 m d'altitude.

### Communes et cantons traversés
Ce ruisseau se trouve entièrement sur le territoire de la commune de Saint-Rambert, dans l'arrondissement de Belley.

### Bassin versant
Le Brevon traverse une seule zone hydrographique : L'Albarine du bief des Vuires à la Câline inclus (V292) d'une superficie de 229 km2.
Le bassin versant du seul Brevon est de 9,1 km2.

### Organisme gestionnaire
L'organisme gestionnaire est le Syndicat Intercommunal d'Aménagement du bassin versant de l'Albarine (SIABVA).

## Affluent
Il possède un affluent, le ruisseau de Chandellas (rd), 1,6 km, également contenu sur la commune de Saint-Rambert. Donc son rang de Strahler est de deux .

## Hydrologie
Son régime hydrologique est dit pluvio-nival.

## Aménagements et écologie

### Exploitation
Le Brevon a alimenté la roue à aubes d'une scierie.

### Faune
Le secteur du Brevon est suivi par l'AAPPMA de Saint-Rambert. L’habitat aquatique est pauvre du fait de l'importance des concrétions calcaires.

## Étymologie

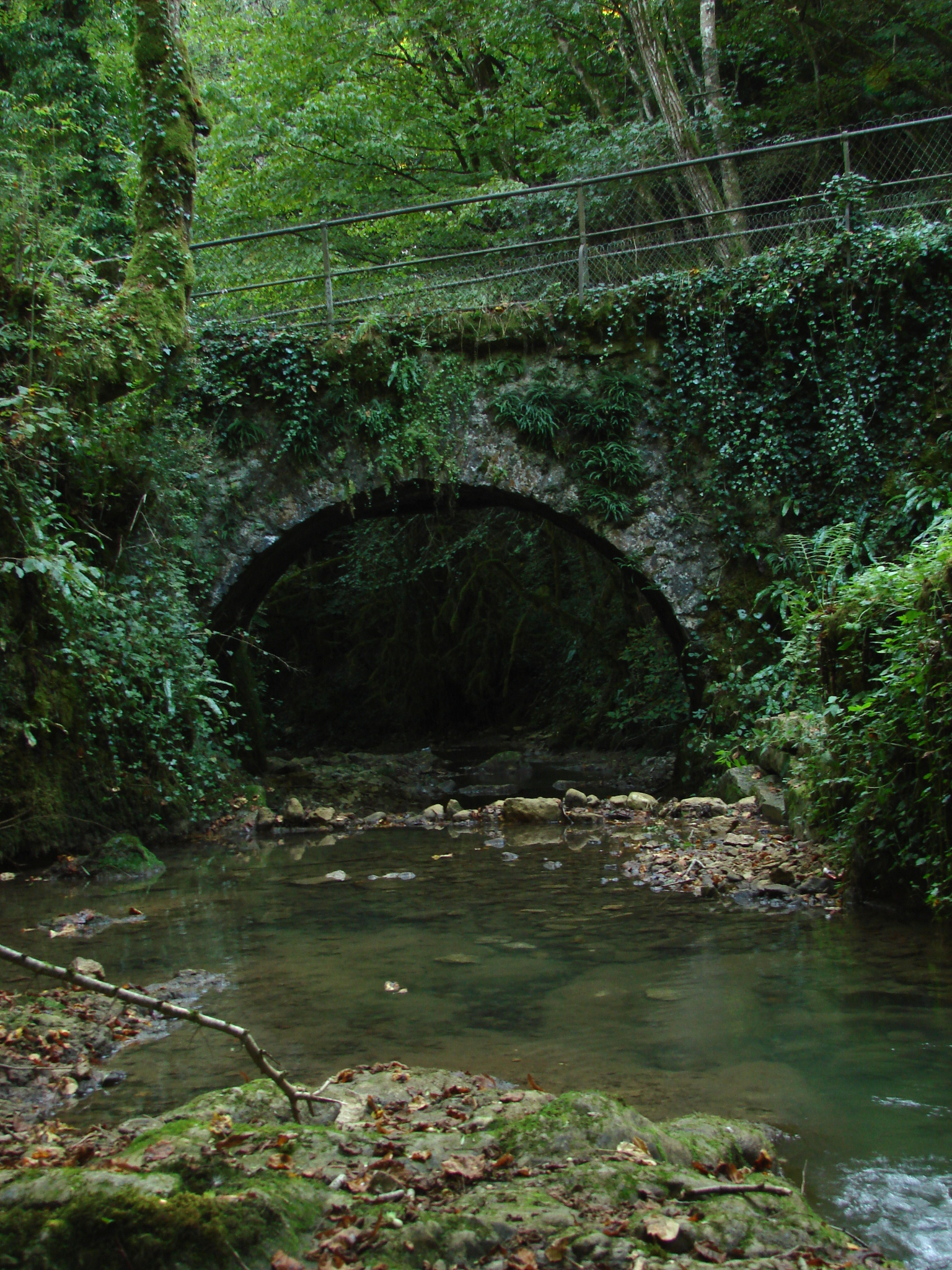
Pont sur le Brevon à Saint-Rambert-en-Bugey.

Le Brevon était originairement appelé « Bebronne ». Cet hydronyme d'origine gauloise repose soit sur une forme gauloise *bebrōnno, soit sur une forme gallo-romane *bebrōne. Le radical bebr- est celui du gaulois *bebros ou *bebrus « castor » qui aurait donné la forme *Bebrona, adapté en bas-latin sous la forme beber. Le second élément de l'hydronyme est soit le gaulois onno « cours d’eau » (cas le plus probable), soit un suffixe de présence gallo-roman -ōne, d'où le sens global de « rivière aux castors », ou éventuellement « endroit où il y a des castors ».
L'agglomération qui se forma à proximité pris le nom de Bebronna, Bebronnensis locellus jusqu'au VIIIe siècle.

## Histoire

### Protohistoire
A l'instar de l'abbé Jolibois qui reconnait dans l'hydronyme «Bebronne» un nom générique pour les sources consacrées,, certains auteurs, se basant sur la sacralité des confluents en Gaule, ont voulu voir dans le Brevon un ruisseau divinisé, un antique lieu de culte «récupéré» plus tard par l'église catholique quand celle-ci voulut convertir les celtes.

### Vesiècle: l'installation de Domitien

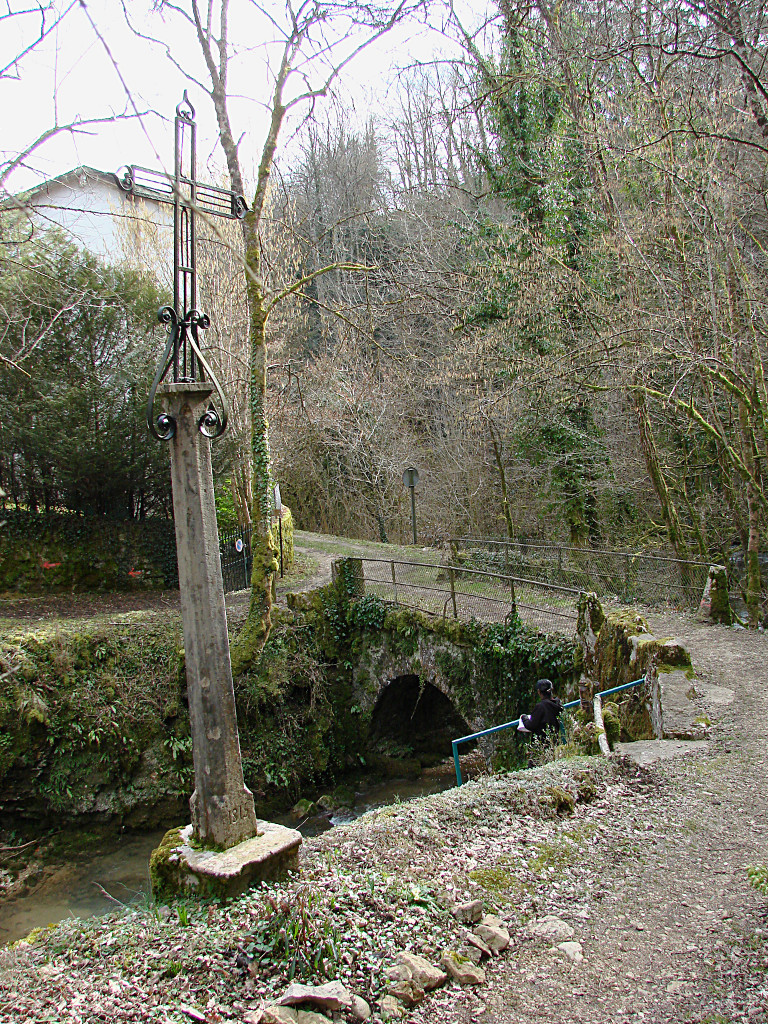
Croix commémorant l'assassinat de Ragnebert.

Vers 838, le diacre Florus de Lyon cite le ruisseau  dans la partie de son martyrologe consacré à Domitien du Bugey :
« au territoire de Lyon, au lieu qui est nommé vallée du Brevon, déposition du bienheureux homme de Dieu, Domitien, abbé, qui, le premier, mena en ce lieu la vie érémitique ; s'étant joint plusieurs disciples pour le service de Dieu, il institua un monastère ; célèbre par ses grandes vertus et ses glorieux miracles, dans une heureuse vieillesse, il fut réuni aux Pères ».
Suivant la légende tardive, le Brevon doit son nom à Domitien, qui aurait baptisé «Bebronne» le ruisseau sur les bords duquel il édifia, vers le milieu du Ve siècle, des constructions, soit un hospice et des oratoires. Il est tentant de voir dans ces constructions l'origine de l'Abbaye et de la ville de Saint-Rambert.

### VIIesiècle: le martyre de Ragnebert
Sous le roi des Francs Thierry III, le chevalier Ragnebert, exilé dans le Bugey par le maire du Palais Ébroïn, est mis à mort le 13 juin 680 sur le chemin de l'abbaye de Saint-Rambert-en-Bugey, au bord du Brevon. Recueilli par les religieux du monastère, son corps est enseveli «dans le portique de l'église».
Le grand nombre de pèlerins qui affluaient sur ces reliques entraina la création d'une agglomération près du ruisseau. L'endroit perd son nom de Bebronna, ou Bebronnensis locellus, pour celui de Monasterium Sancti Ragneberti vers 807.
Suivant une légende populaire alternative et plus tardive, Ragnebert eut la tête tranchée et celle-ci, roulant dans le Brevon, serait arrivée jusqu'à « Fixemagne », c'est-à-dire Saint-Rambert-d'Albon, en flottant sur l'Albarine, l'Ain et le Rhône.
Une croix marque encore l'endroit du martyre de Ragnebert.

### XIIesiècle: aux frontières de la Savoie

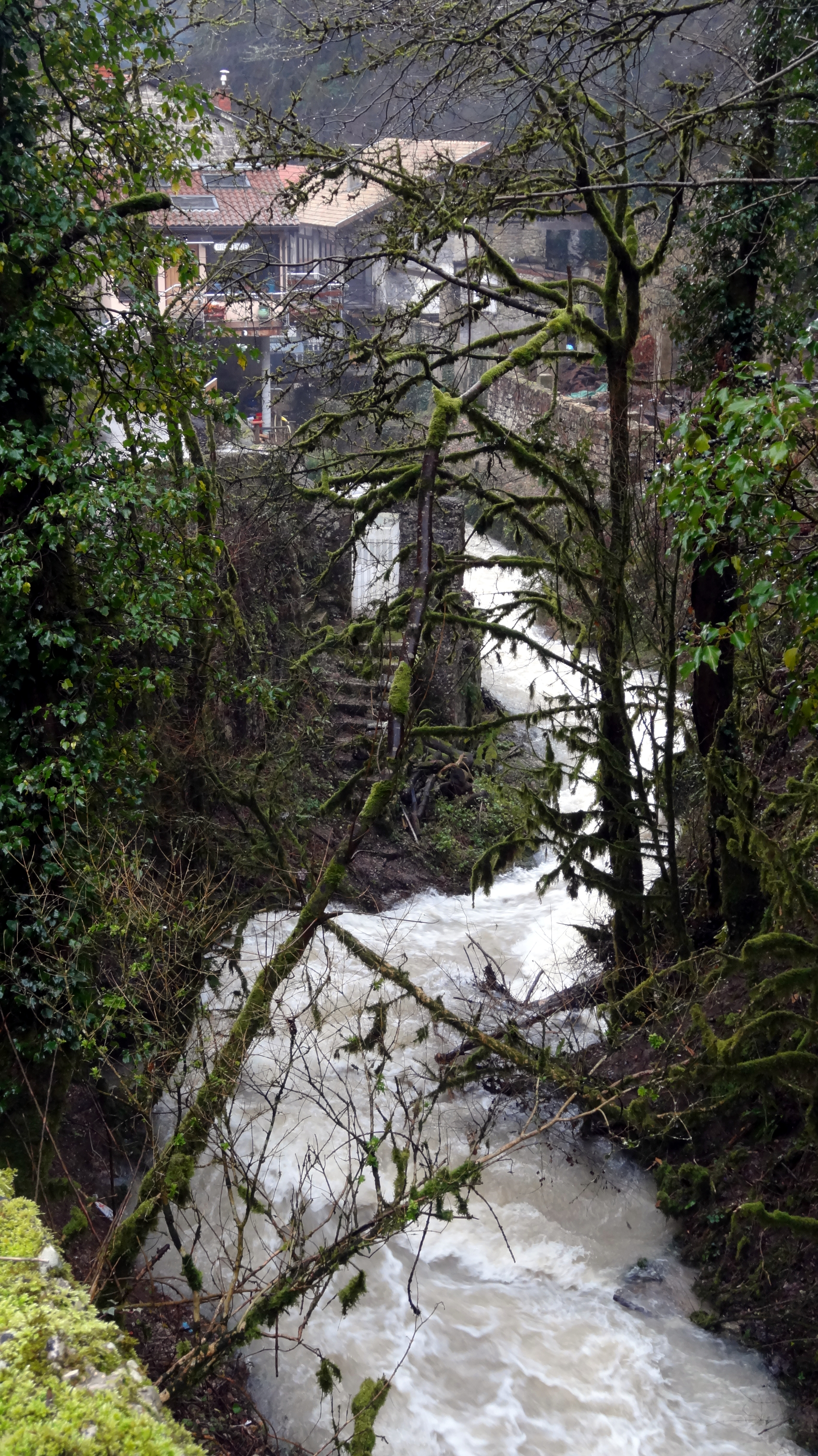
Le Brevon en crue, fin janvier 2018.

A une époque indéterminée, les moines de Saint-Rambert édifièrent sur la rive opposée au monastère une tour de guet destinée à surveiller la vallée et qui deviendra le château de Cornillon. En 1196, l'abbé Régnier cèda ce château au comte Thomas Ier de Savoie en échange de sa protection, chacun étant maître d'une des deux montagnes situées de part et d'autre du Brévon. Le Brevon devint ainsi une des frontières de la Savoie.